# André Hambourg
André Hambourg né à Paris le 4 mai 1909 et mort dans la même ville le 4 décembre 1999 est un peintre, illustrateur, lithographe et résistant français.

## Biographie
André Hambourg peint des paysages et des marines. Lithographe, dessinateur, décorateur, il voyage beaucoup et rapporte de ses séjours de nombreux dessins préparatoires pour illustrer des ouvrages de bibliophilie, notamment sur la Normandie et ses plages, la Provence et ses marchés. En 1933, il est lauréat du prix de l'Afrique-Occidentale française et du prix Abd-el-Tif — partagé avec Émile Bouneau — et s'installe en Afrique du Nord de 1933 à 1939.
Peintre officiel de la Marine depuis 1952, il partage sa vie entre la côte normande — il possède une maison à Englesqueville-en-Auge (Calvados) — et Saint-Rémy-de-Provence, qui sont ses sujets favoris. En 2007, sa femme Nicole Rachet fait une donation de 71 de ses œuvres (peintures, estampes et dessins) au musée national de la Marine à Paris.

### La jeunesse parisienne 1909-1933
Né au 58, boulevard de Port-Royal à Paris, André Hambourg est le fils d'un pharmacien, Maurice Hambourg (né en 1864 à Lepel), venu de Russie pour échapper à la déportation en Sibérie et d'Esther Lévy (née en 1869 à Constantinople), son épouse.

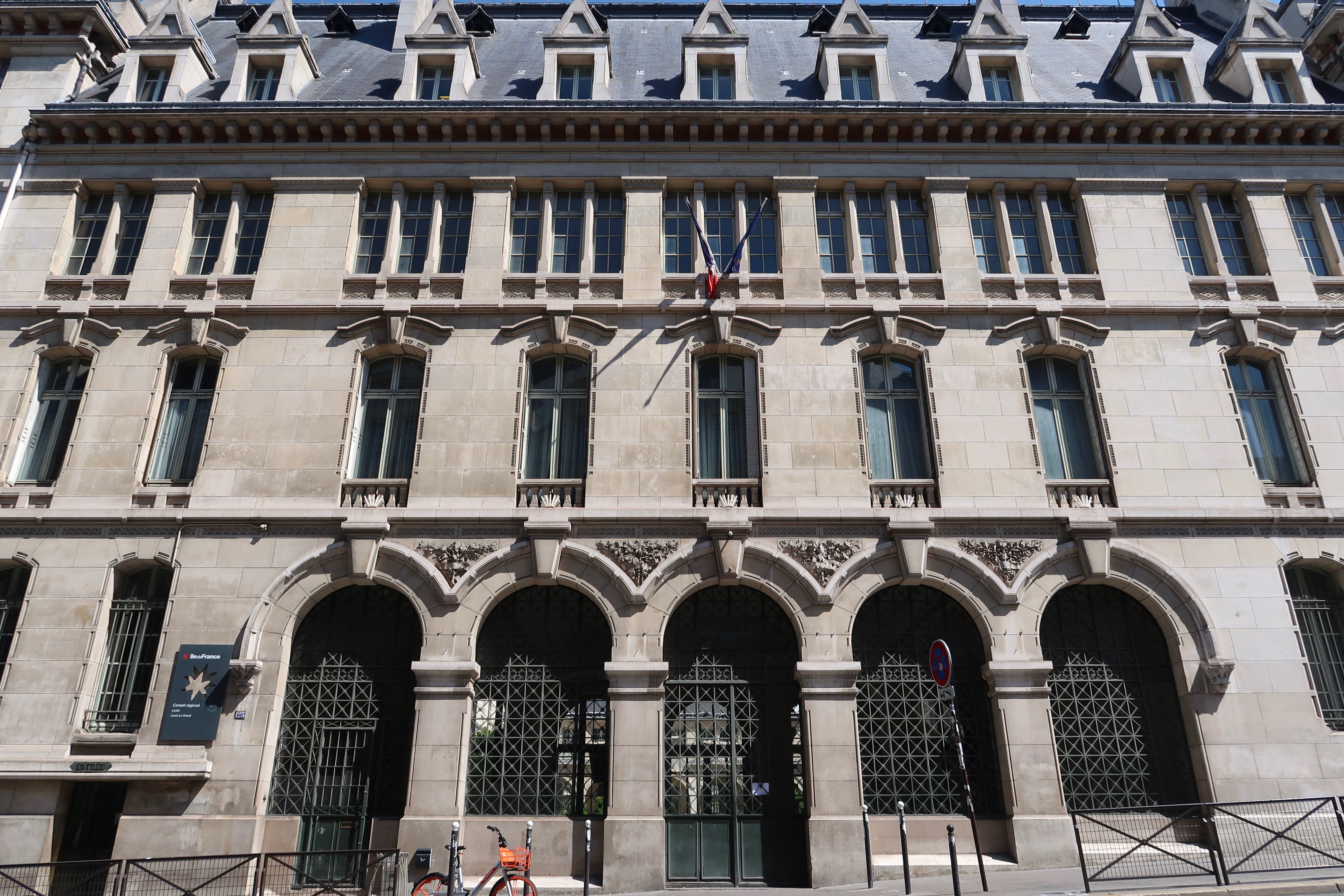
Lycée Louis-le-Grand, Paris

À douze ans, il intègre le lycée Montaigne à Paris où il se distingue en dessin et en français. Au lycée Louis-le-Grand, qu'il intègre en classe de quatrième, il impressionne ses professeurs par ses croquis et ses premières aquarelles représentant le jardin du Luxembourg, des scènes familiales ou des natures mortes. Ses parents l'envoient en Allemagne pour un séjour linguistique au cours duquel il s'essaie à la peinture à l'huile. À son retour en France, il suit des cours de modelage à l'école de la Ville de Paris. Il est reçu à l'École nationale supérieure des arts décoratifs, section sculpture, et devient l'élève du sculpteur Paul Niclausse (1879-1958). En 1927, il entre aux Beaux-Arts de Paris en section peinture dans l'atelier de Lucien Simon. Les couleurs de ses premières toiles sont très sombres, presque austères et empreintes de violence. Afin de progresser, il fréquente assidûment les musées où il reproduit les toiles des grands maîtres. Il peint plus volontiers des natures mortes et les rues de Paris. Progressivement, des personnages apparaissent dans ses toiles jusqu'à en devenir le sujet central comme dans La Conversation. À partir de 1929, il participe à de nombreux salons parisiens comme le Salon des Tuileries, le Salon des indépendants ou le Salon d'automne. En 1929, il organise sa première exposition à la galerie du Taureau à Paris. Durant l'été 1930, il découvre la Bretagne et peint à l'occasion de la cérémonie de la bénédiction de la mer à Audierne en hommage aux marins disparus un tableau intitulé Bénédiction de la mer. Durant le même été, invité par André Favory qui l'y fait rencontrer André Derain, il se rend en Provence à la Cadière-d'Azur. Il est impressionné par les couleurs des paysages qu'il découvre. Sa palette s'enrichit d'ocre et de jaune. En 1932, madame Zak devient sa marchande à Paris et lui consacre dans sa galerie de Saint-Germain-des-Prés une exposition particulière.

### L'Afrique du Nord 1933-1939

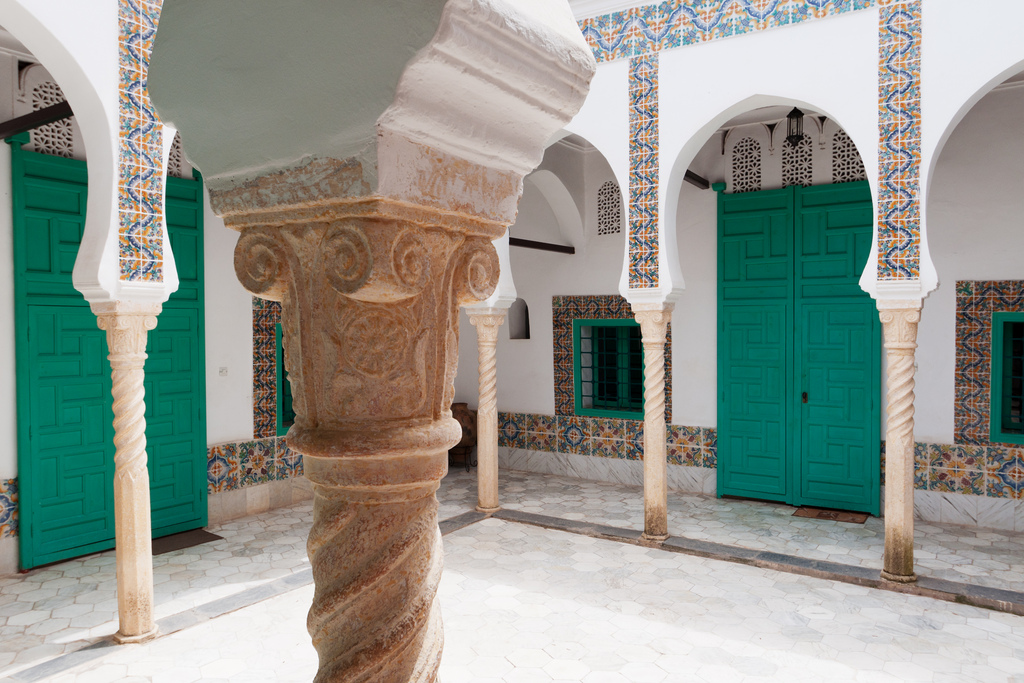
Villa Abd-el-Tif, Alger

André Hambourg part en Algérie en 1933 où il va séjourner à la villa Abd-el-Tif muni d'une bourse de 24 000 francs. Face aux paysages qui s'offrent à lui et à la luminosité qui se dégage de la ville d'Alger, il comprend qu'il doit réinventer sa peinture. Il s'attache à adapter la vérité sans la trahir et non à peindre en copiant la vie d'une manière réaliste. En 1934, il effectue un long périple dans l'est et le sud algérien pendant lequel il peint les villages et paysages du Sahel, les maisons blanches, les femmes et les enfants qui posent pour lui. Après la mort de son père, il effectue de fréquents allers retours à Paris et ses toiles retrouvent les teintes sombres et lourdes de ses débuts. Il obtient des commandes officielles notamment du musée Franchet d'Espèrey à Alger pour lequel il peint des toiles commémorant le débarquement du duc d'Aumale en Algérie en 1830. Il réalise une série de portraits de ses camarades de régiment. En 1936, il effectue son service militaire en Algérie. En 1937, il se rend au Maroc. Sa vision de l'Afrique est exempte des conventions liées à l'exotisme. Il réalise de nombreux portraits et paysages. Il porte un regard plein d'empathie mais sans complaisance sur les scènes et les gens qui l'entourent. Une exposition intitulée L'œuvre africaine d'André Hambourg consacre son art au musée de la France d'Outre-Mer à la porte Dorée et permet au public parisien de découvrir ses œuvres. Il s'indigne du sort réservé à la ville de Guernica en Espagne et expose au Salon d'automne de 1937 une toile intitulée Civilisation 37. En 1939, il se rend de nouveau au Maroc dont il revient avec une moisson de toiles. Au mois de juin, il obtient le prix de l'Afrique occidentale française.

### La Seconde Guerre mondiale: 1939-1945, la Résistance

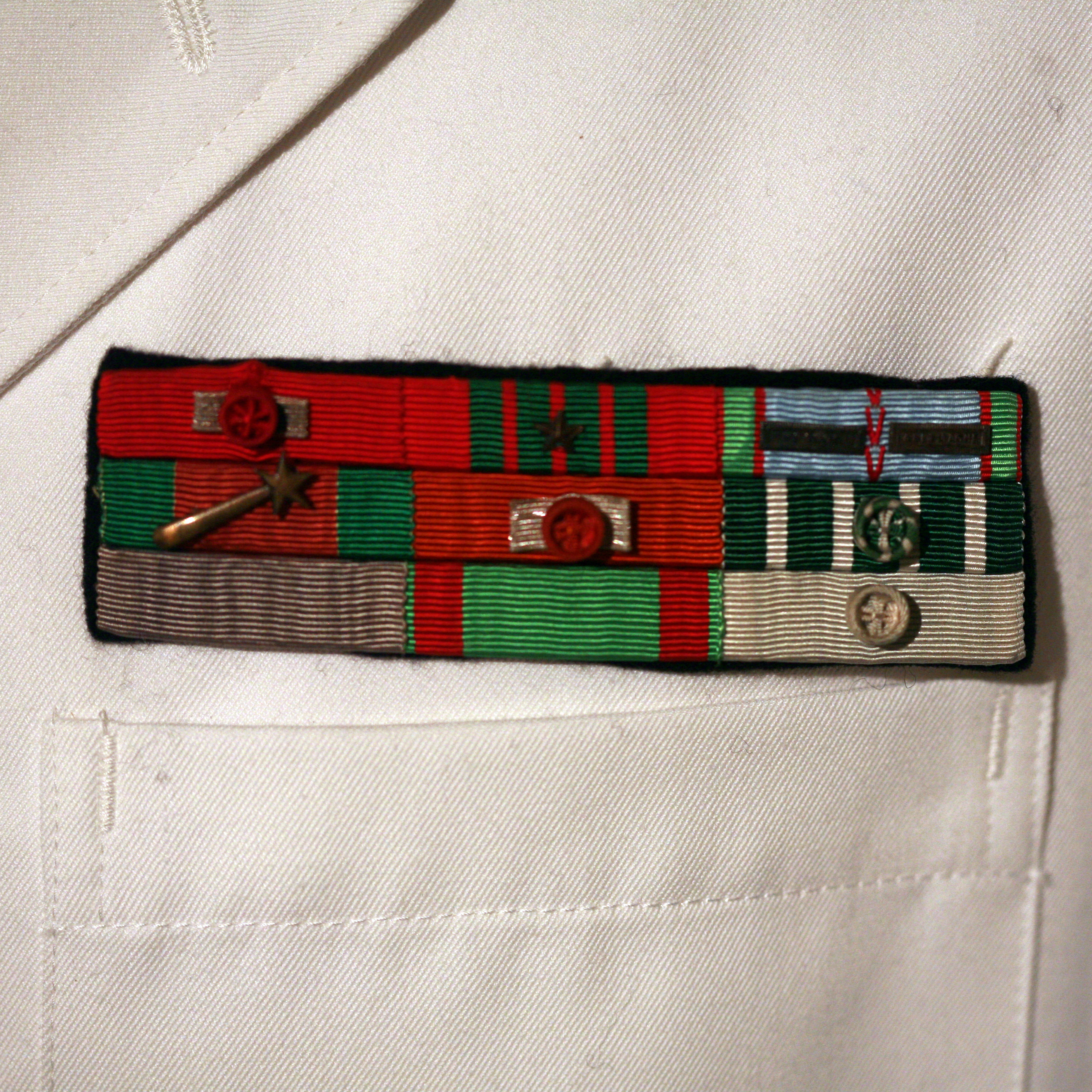
Médailles décernées à André Hambourg, Brest, musée national de la Marine.

Mobilisé et démobilisé en août 1940, il reste à Casablanca, puis à Oran en 1942 où il rejoint la Résistance pour passer ensuite en France en zone libre. Il retourne à Oran en septembre 1942, puis Alger en novembre à la libération de la ville, où il est rédacteur à Combattant 43, hebdomadaire de l'Armée française, sous le pseudonyme d'André Hache, il collabore notamment par la suite aux journaux Bulletin des Armées de la République, Combat, Alger républicain, Fraternité, Toujours et aussi Tam Tam, ou La Dépêche de Paris pour lesquels il fournit des articles et des dessins. En liaison avec le commissariat à la Marine, il effectue des missions à bord de navires de combat pour y réaliser des reportages illustrés. Nommé correspondant de guerre en janvier 1945, il rejoint la 1re Armée en Alsace où il franchit le Rhin. Il participe à la libération de Karlsruhe et au camp de concentration de Vaihingen. Il sera en mission de surcroît pour deux mois en août 1945 pour peindre le nid d'aigle de Berchtesgaden, pour l'armée américaine. La toile Les Déportés de Vaihingen dépeint toute l'horreur et la souffrance vécue par ces prisonniers. Il réalise deux recueils de dessins Berchtesgaden party et D'Alger à Berchtesgaden. Dans Berchtesgaden party qui paraît en 1947, il rend hommage aux soldats qui ont combattu le nazisme et à leurs victimes. Il regagne son atelier de la rue Boissonade (No 39) à Paris en 1945. Il demeure obsédé par les horreurs de la guerre et sa peinture retrouve la noirceur de ses débuts. Il écrit et dessine pour plusieurs journaux parisiens dont Opéra.

### Les années 1940-1950
En 1946, André Hambourg retourne à Saint-Rémy-de-Provence et il achète le champ d'oliviers peint en 1889 par Van Gogh. En 1947 et 1948, l'état-major de la Marine l'invite à bord du cuirassé Richelieu. Ses toiles dépeignent la vie et les activités de l'équipage. Puis il s'installe à Honfleur. Il dessine les paysages normands au pastel et retrouve peu à peu l'harmonie des tons. Il s'éprend de Nicole Rachet. Les pastels qu'il lui dédie sont remplis de joie et d'apaisement. Il épouse Nicole Rachet en 1948 et retourne rue Boissonade, mais il effectue de fréquents séjours à Honfleur. Hambourg représente souvent sa femme et son fils dans des scènes à caractère familial et intimiste comme dans Dimanche à la grande cour. Plusieurs compagnies maritimes font appel à lui pour décorer, leurs paquebots. L'un de ses tableaux orne la suite Normandie du paquebot Liberté. À la fin des années 1950, il peint fréquemment les plages de Deauville et Trouville. Cette période correspond à un changement dans sa peinture ; il s'inspire désormais des sujets que lui offre la nature et s'attache à saisir la fugacité de l'instant. En 1957, il se rend pour la première fois à Venise et cette ville va devenir pour lui un sujet d'inspiration intarissable. Il représente souvent l'île de Torcello. À Venise comme en Normandie, sa palette s'adapte à la profusion des couleurs qui se révèlent à lui. Pour Hambourg, Venise est synonyme de vie et de lumière. Il effectue plusieurs séjours à Venise jusque dans les années 1980.

### Les années 1970-2000
En 1971, Hambourg effectue son premier séjour en Afrique noire, en Côte d'Ivoire où tout l'enthousiasme. Il trouve dans ce pays des sujets propices aux jeux d'ombres et de lumière. En 1972, il se rend pour la première fois à New York et la Grand Army Plazza (place située à l'angle de Central park) devient le sujet d'une série de toiles réalisées sur quinze ans qui se déclinent au fil des heures du jour et des saisons. En 1972, il est sollicité par la Cour européenne de justice pour décorer la salle d'audience du palais de justice à Luxembourg. Il mène à bien six grands panneaux symbolisant les États membres et les valeurs de la paix et de la justice. Il installe son atelier à Saint-Rémy-de-Provence, au milieu des oliviers qu'avait peints Van Gogh et que lui-même avait acquis et sauvés en 1946. En 1975, il réalise cinq projets de décoration d'établissements scolaires en s'essayant à la technique de la mosaïque : trois pour le lycée André-Maurois à Deauville, un pour l'école Andersen à Trouville et une pour le CES Charles-Mozin à Trouville. En 1976, il est invité par la Marine nationale à participer aux fêtes du bicentenaire des États-Unis à Yorktown. En 1983, il embarque à bord de l'aviso-escorteur Commandant Bourdais à Abidjan. Entre 1983 et 1986, il effectue trois campagnes à bord du Commandant Bourdais puis à bord du porte-hélicoptère Jeanne d'Arc, où il saisit les scènes de la vie à bord. En 1988, André Hambourg et son épouse font une donation de 376 œuvres au musée Eugène-Boudin de Honfleur, la famille Rachet étant établie à Honfleur depuis plusieurs générations[réf. nécessaire].
André Hambourg meurt le 4 décembre 1999 et est inhumé au cimetière Sainte-Catherine à Honfleur.

### Ouvrages illustrés
- Heiman Padova, Les Veilles asynchrones, dix-huit gravures en taille-douce d'André Hambourg, Éditions du passage du Singe, 1938.
- Antoine de Saint-Exupéry, Terre des hommes, Lidis
- Duc de Castries, Louis XVI, tome II, Club du Livre (Rombaldi) 1939.
- André Hambourg, Berchtesgaden-Party, 1947.
- Georges Duhamel, La Pierre d'Horeb, vingt-trois illustrations hors-texte et in-texte, Paris, Éditions Albert Guillot, 1953.
- Rudyard Kipling, Le Retour d'Imray, dix-huit hors-texte et une gravure sur bois d'André Hambourg, Éditions Imprimatur, 1956.
- Léo Larguier, Saint-Germain des Près, trente-sept lithographies d'André Hambourg, Compagnie des bibliophiles du livre d'art et de l'Amérique latine, 1958.
- Henri de Régnier, La Vie vénitienne, Rombaldi, 1959.
- Georges-Armand Masson, L'Amour, de Ah ! jusqu'à Zut !, Stock, 1960.
- Jean-Vincent Bréchignac, Offrande à Mélusine, Seghers, 1959.
- Sully-Prudhomme, Journal intime, Éditions Rombaldi, 1960.
- Lucie Delarue-Mardrus, Lumières de Honfleur, dix-huit lithographies d'André Hambourg, Vialetay, 1964.
- Joseph Kessel, Terre d'amour et de feu, Éditions du Burin, 1967.
- Louis XIV, Manière de montrer les jardins de Versailles, trente-huit gravures sur bois et trente-trois fleurons par André Hambourg, Presses du Compagnonnage, Paris, 1974.
- Henry de Montherlant, La Rose de sable,  trente planches et vingt-cinq culs-de-lampes par André Hambourg, Henri Lefebvre éditeur, 1967.
- Jacques Raphaël-Leygues, Reflet des heures vives, Stock, 1978.
- Yves Frontenac, Bruyère de septembre, Éditions SNPMD, 1971.
- Micheline Sandrel, Cinq ans de moins l'an prochain…, La pensée moderne, 1974.
- Robert Pariente, Carnet de Venise, Lausanne, Bibliothèque des arts, 1979.
- Albert Camus, Œuvres posthumes, douze lithographies d'André Hambourg, Monaco, André Sauret, 1979.
- Jean Diwo, Chez Lipp, dessin d'André Hambourg, Denoël, 1981.
- Bernard Chenot, Morgane, gravure sur cuivre d'André Hambourg, cent exemplaires numérotés, Saint-Germain-des-Prés, 1985.

## Expositions
- 1928 : Paris, galerie du Taureau, rue d'Assas[5].
- 1929-1932 : exposition de groupe avec Yves Brayer et Paul Ullman, Salon d'automne, Salon des Tuileries, galerie Bénézit (octobre 1930), galerie Zak (1932), galerie de Sèvres[5].
- 1935 : exposition AOF, Arts décoratifs, Salon des indépendants de Bordeaux, Casablanca, Prague, La Haye.
- 1938 : Paris, musée de la France et d'Outre-Mer.
- 1940 et suite : Casablanca, Tanger, septembre Oran.
- 1943 : Alger.
- 1945 : Paris, galerie de Berry.
- 1946 : Casablanca, galerie du Livre.
- 1946 : Paris, galerie Durand-Ruel.
- 1956 : Paris, galerie Cardo Matignon.
- 1958 : Paris, galerie Drouant-David, André Hambourg - Venise.
- 1959 : Paris, musée Galliera.
- 1964 : Trouville-sur-Mer, salons de l'hôtel-de-ville.
- 1966 : Londres, galerie Kaplan.
- 1967 : Paris, galerie Paul Pétridès, André Hambourg - Toiles marocaines.
- 1970-1971 : Bourges, Maison de la culture.
- 1972 : Palm Beach, Wally Findlay Galleries.
- 1973 : Trouville-sur-Mer, hôtel-de-ville.
- 1974 : Antibes, musée du Bastion Saint-André.
- 1975 : Abidjan, hôtel Ivoire.
- 1977 : Paris, musée national de la Marine.
- 1979 : Paris, galerie Varine-Gincourt.
- 1983 : Paris, Wally Findlay Galleries.
- 1985 : New York, Wally Findlay Galleries, André Hambourg à New-York.
- 1987 : Lisieux, église Saint-Jacques.
- 1988 : Honfleur, musée Eugène-Boudin.
- 1989 : Honfleur, Grenier à sel.
- 1991 : Paris, Grand Palais.
- 1991 : Saint-Rémy-de-Provence, musée des Alpilles.
- 1991 : Paris, galerie Étienne Sassi.
- 1992 : Chartres, collégiale Saint-André.
- 1992 : Paris, galerie Étienne Sassi.
- 1995 : Caudebec-en-Caux, musée de la Marine de Seine.
- 1995 : Lanobre, château de Val.
- 1997 : Deauville, galerie Anne Jean-Francois Apesteguy.
- 1997 : Sainte-Adresse, espace Claude-Monet.
- 1999 : Aoste, musée archéologique régional de la Vallée d'Aoste, Montparnasse l'Europe des artistes 1915-1945.
- 1999-2000 : Paris, galerie Francis Barlier, galerie Visconti.
- 2000 : Honfleur, Grenier à sel, André Hambourg - Rétrospective.
- 2001 : Palm Beach, Phillips Galleries, The World of André Hambourg.
- 2001 : Paris, hôtel Salomon de Rothschild, La Marine sous le regard d'André Hambourg.
- 2001 : Lausanne, musée olympique, La Vie au grand air.
- 2003 : Sarrebruck, SaarLB Forum.
- 2004 : Palm Beach, Phillips Galleries, André Hambourg peintre de la Marine.
- 2005 : Augsbourg, Toskanische Saüenhalle, André Hambourg 1909-1999.
- 2005 : Bergerac, presbytère Saint-Jacques, Rétrospective 2005.
- 2006 : Trouville-sur-Mer, villa Montebello, Le Maghreb d'André Hambourg.
- 2006 : Roubaix, La Piscine, Le Maghreb d'André Hambourg.
- 2006-2007 : Paris, musée national de la Marine, André Hambourg, 1909-1999[23].
- 2008 : Toulon, musée national de la Marine, Embarquements et Escales.
- 2009 : Honfleur, musée Eugène-Boudin, Hommage à André Hambourg, centième anniversaire de sa naissance.
- 2009 : Brest, musée national de la Marine, Embarquements et escales.
- 2010 : Vernon, musée Alphonse-Georges-Poulain, La Seine au fil des peintres, de Boudin à Vallotton.
- 2011 : Condé-sur-Noireau, Espace-musée Charles-Léandre, Enfants d'artistes normands.
- 2012 : Condé-sur-Noireau, Espace-musée Charles-Léandre, André Hambourg et la campagne normande.
- 2013 : Coutances, musée Quesnel-Morinière, Les livres illustrés.
- 2013-2014 : Condé-sur-Noireau , Espace-musée Charles-Léandre, L'arche de Noé des peintres normands.
- 2014 : Deauville, Point de Vue dessins, et toiles sur le cheval.
- 2014 : Lanobre, château de Val, rétrospective 1974-2013, Les raisins de Mougins.
- 2015 : Deauville, Deauville dévoile les Franciscaines, reproductions d'œuvre sur les cabines sur les planches.
- 2015 : Trouville-sur-Mer, villa Montebello, Peindre la lumière, réouverture de la salle André-Hambourg.
- 2016 : Condé-sur-Noireau, Espace-musée Charles-Léandre, Les peintres modèles de 1800 à 1950.
- 2016 : Deauville, Faces à la mer, reproductions d'œuvres d'André Hambourg habillant les cabines de la plage.
- 2018 : Honfleur, Galerie Katia Granoff, Œuvres d'amis.
- 2018 : Venise; Casino Venier (Alliance Ffrançaise).
- 2019 : Deauville, Villa Le Cercle , présentation par Nicole Hambourg de son livre Hambourg, ses histoires de toiles.
- 12 mai 2021 : Deauville, inauguration des Franciscaines et du Musée André-Hambourg.
- 2022 : Deauville, Les Franciscaines,  À table avec André Hambourg.
- Janvier-juin 2023 : Deauville, Les Franciscaines, André Hambourg - New York 1970, dessins.
- Juillet 2023 - janvier 2024 : Deauville, Les Franciscaines, André Hambourg - Le grand bestiaire[24].

## Réception critique
- « André Hambourg a su donner de Venise une image vivante et directe, en exaltant l'air, le soleil et le mouvement. Avec la neige qui met des touffes blanches sur les palais et s'étend sur les toits, il nous a montré la ville emmitouflée, aussi bien qu'il nous l'a fait admirer dans la splendeur d'un beau temps radieux. Il sait exprimer aussi le mouvement de la ville endiablée avec ses promeneurs, ses cortèges, ses gondoles, toute une humanité frénétique évoquée par un spirituel pinceau. » - André Warnod[25]
- « André Hambourg est un reporter. Nous n'entendons pas réduire ses qualités de peintre, mais souligner ses dons d'observation, saisissant la vie dans ce qu'elle a de plus mouvant. L'illustration de Terre d'amour et de feu de Joseph Kessel a tout l'attrait de cette spontanéité du croquis qui garde la fraîcheur et la surprise par laquelle le pittoresque des personnages participe à la vie familière. » - Raymond Cogniat[26]
- « Habitué à sentir céder la difficulté, André Hambourg la poursuit, la cerne, court l'aventure avec elle, porte sur le tableau tout l'inconnu et tout le risque de la vie. » - Jean Ducros[27]
- « La sensibilité impressionniste du peintre à celles d'Eugène Boudin des toiles auxquelles il est permis de préférer les dessins aquarellés : une virtuosité, une très grande habileté à sténographier les attitudes, à restituer l'émotion de l'artiste devant les lagunes de Murano et les canaux vénitiens, les planches de Deauville, la lumière de Trouville et le bassin d'Honfleur. » - Gérald Schurr[28]
- « Peintre des foules et des cènes animées à Paris comme à Trouville, dans les marchés du Maghreb comme à Jérusalem et Abidjan, il aime également s'inspirer de cette lumière particulière que donnent les grandes étendues d'eau sous les grands ciels à Honfleur, Londres, Venise, Istanbul. » - Monique Marcaillou et Jacques Busse[29]
- « Si le peintre se plaît tant à Saint-Rémy, il aime répéter que la région "a gardé la mémoire de l'eau qui y coulait jadis, il y a quelques milliers d'années", et il y retrouve l'atmosphère de Venise ou de l'estuaire de la Seine. Cette lumière si particulière lui permet de jouer sur la vivacité des couleurs qui l'entourent. Les scènes de marché, qu'il a toujours aimé dessiner dans le monde entier, sont une source d'inspiration inépuisable. Fidèle à son habitude, André Hambourg se place en retrait de la scène à représenter, afin de saisir sur le vif ses personnages de dos, occupés à leurs tâches quotidiennes. Dans Septembre sur la place, la foule des personnages s'étire en frise au premier plan, tandis que dans l'axe médian de la toile s'ouvre la perspective de la rue. Encadré par les masses sombres des arbres et des bâtisses, le soleil qui jaillit de la porte crée un puits de lumière et creuse la profondeur de la toile. L'ensemble est foisonnant et restitue parfaitement l'effervescence qui règne sur les marchés. » - Annie Madet-Vache[5]

## Collections publiques

### Algérie
- Musée des beaux-arts d'Alger[29].
- Musée d'Oran[29].

### France
- Les Franciscaines Deauville.
- Lycée André Maurois, Deauville, Il y aura toujours de l'aventure au monde pour des jeunes qui en sont dignes, mosaïque 150x450cm[5].
- Musée Eugène Boudin de Honfleur.
- Artothèque de l'espace Jacques-Prévert, Mers-les-Bains.
- Musée d'art moderne de la ville de Paris.
- Musée national d'art moderne, Paris.
- Musée de la France d'Outremer, Paris[29].
- Musée national de la Marine, Paris[5].
- Musée des Beaux-Arts de Pau[29].
- Musée de Saint-Quentin[29].
- Musée de Trouville-sur-Mer.

## Postérité
- En 1993, a été créée l'Association des amis d'André Hambourg, qui a pour objet de défendre, d’honorer l'œuvre d'André Hambourg et de propager son image.
- En 2000 est créé le site Internet hambourg.com[30].
- Un musée lui est dédié à Deauville au sein des Franciscaines Deauville.

#### Monographies
- André Hambourg, Éditions Le Télégramme, musée national de la Marine, octobre 2006  (ISBN 2-84833-175-5).
- André Hambourg, catalogue raisonné de l'œuvre peint, Tome I, texte et préface de Lydia Harambourg, Éditions Desgrandchamps, 2009  (ISBN 978-2-9534139-1-5).
- André Hambourg, catalogue raisonné de l'œuvre peint, Tome II, texte et préface de Lydia Harambourg, Éditions Desgrandchamps, 2012  (ISBN 978-2-9534139-3-9).
- Jean Bouret, André Hambourg et la réhabilitation sentimentale, collection Artistes de ce temps, Presses Littéraires de France, Paris, 1952. »
- Michel Droit, André Hambourg, collection « Peintres et sculpteurs d'hier et d'aujourd'hui », Genève, Pierre Cailler, 1970.
- André Flament et Raymond Cogniat, André Hambourg, collection « Maîtres de tous les temps », Publications filmées d'art et d'histoire, Paris, 1970.
- Jacques Pougheol et Mathilde Monvoisin, Livres illustrés par André Hambourg, éditions du Musée de Vire, 1981.
- Pierre Rouanet, André Hambourg à Saint-Rémy, Terre d'Europe, Bruxelles, 1986.
- Guy Nairay (préface de Félix Houphouët-Boigny, André Hambourg - Œuvres, 1971-1985, Jacques Guigné éditeur, 1987.
- Michel Ipas, André Hambourg à Trouville-Dauville, s.l., Éditions Anne et Jean-François Apestéguy, Deauville, 1990.
- Robert Parienté, André Hambourg, collection « Art moderne », La Bibliothèque des arts, Paris, 1991.
- Michel Ipas, André Hambourg, lumières de Provence, éditions Équinoxe, Paris, 1994.
- Lydia Harambourg et André Hambourg,
- (en) Sixty years of representation: Nicola Simbari, Gaston Sébire, Constantin Kluge, Vu Cao Dam, Le Pho, André Vignoles, Jean Dufy, André Hambourg, Palm Beach et New York, Wally Findlay Galleries, 2012 (lire en ligne).

#### Articles
- André Hambourg, « Itinéraire d'un camoufleur, 1939-1944 », Lettre de l'association des amis de la BDIC et du Musée, avril-septembre 1983, p. 23-25 (témoignage de l'auteur sur son expérience pendant la guerre 1939-1945).

#### Catalogues d'exposition
- André Hambourg, œuvres de 1926 à 1964 : exposition, salon de l'hôtel de ville, Trouville-sur-Mer, août 1964 / ville de Trouville-sur-Mer, Trouville, 1964.
- Charles Lainé, Peintures, pastels, dessins, œuvre gravée de 1926 à 1964, Trouville : [s.n.], 1964.
- André Hambourg, Trouville, Ville de Trouville-sur-Mer, 1973.  — Exposition de Trouville-sur-Mer, salons de l'hôtel de ville, juillet-août 1973.
- Jean Ducros, André Hambourg, peintre de la Marine, Paris, Musée de la Marine, 1977.
- André Hambourg à Saint-Rémy-de-Provence. Œuvres de 1942 à 1990, Saint-Rémy-de-Provence, Musée des Alpilles, 1991.
- Marguerite Godefroy, Heurs, malheurs, bonheurs du musée de Trouville, Trouville : [s.n.], 1979.
- Association des amis d'André Hambourg, La Marine sous le regard d'André Hambourg, Paris, Marine nationale, 2001.
- Hélène Decaen-Le Boulanger, Bruno Gaudichon, Marie-Odile Lefèvre, Le Maghreb d'André Hambourg : 1909-1999, Paris, Somogy, 2006.
- Jean-Noël Gard, Nicole Hambourg, Annie Madet-Vache, Patrick Dantec, André Hambourg 1909-1999, Paris, Le Télégramme, Musée national de la Marine, 2006.
- Annie Madet-Vache, L'œuvre d'André Hambourg : à la Cour de justice des Communautés européennes. Catalogue de l'exposition des œuvres préparatoires, [s.l.] : Didier Devillez Éditeur, Cour de justice des communautés européennes, 2009.
- Annie Madet-Vache (dir.), André Hambourg : Ombre & Lumière, Rouen/Bernay, Point de vues et musée André-Hambourg, les Franciscaines - Deauville, 2017, 96 p. (ISBN 978-2-37195-012-2).

#### Ouvrages généraux
- Luc Monod, Manuel de l'amateur de livres illustrés modernes, Ides et Calendes, Neuchâtel, 1992.
- Lydia Harambourg, L'École de Paris, 1945-1965 - Dictionnaire des peintres, Ides et Calendes, Neuchâtel, 1993.
- Gérald Schurr, Le Guidargus de la peinture, Les Éditions de l'Amateur, 1996.
- Emmanuel Bénézit (article de Monique Marcaillou et Jacques Busse), Dictionnaire des peintres, sculpteurs, dessinateurs et graveurs, vol.6, Gründ, 1999.
- Jean-Pierre Delarge, Dictionnaire des arts plastiques modernes et contemporains, Gründ, 2001.